# Autobahnkreuz Frankenthal
Das Autobahnkreuz Frankenthal (Abkürzung: AK Frankenthal; Kurzform: Kreuz Frankenthal) ist ein Autobahnkreuz in Rheinland-Pfalz, das sich im Rhein-Neckar-Gebiet befindet. Hier kreuzen sich die Bundesautobahn 6 (Saarbrücken – Mannheim – Nürnberg) (Europastraße 50) und die Bundesautobahn 61 (Mönchengladbach – Koblenz – Ludwigshafen) (Europastraße 31).

## Geographie
Das Kreuz liegt auf dem Gebiet der Gemeinden Heßheim und Beindersheim. Die umliegenden Städte und Gemeinden sind Frankenthal (Pfalz), Großniedesheim, Bobenheim-Roxheim und Heuchelheim. Es befindet sich etwa 15 km nordwestlich von Ludwigshafen am Rhein und etwa 15 km südlich von Worms. Als wichtiger Verkehrsknotenpunkt verbindet es die A 61 aus den Niederlanden/Venlo mit der A 6 (Frankreich/Paris – Tschechien/Pilsen).
Das Autobahnkreuz Frankenthal trägt auf der A 61 die Nummer 59, auf der A 6 die Nummer 21.

## Ausbauzustand
Die A 6 ist in diesem Bereich, genau wie die A 61, zweispurig ausgebaut. Alle Überleitungen sind einstreifig.
Das Kreuz ist in Kleeblattform angelegt.

## Verkehrsaufkommen
Das Kreuz wurde im Jahr 2015 täglich von rund 103.000 Fahrzeugen passiert.
| Von                | Nach                   | Durchschnittliche tägliche Verkehrsstärke | Durchschnittliche tägliche Verkehrsstärke | Durchschnittliche tägliche Verkehrsstärke | Anteil Schwerlastverkehr | Anteil Schwerlastverkehr | Anteil Schwerlastverkehr |
| Von                | Nach                   | 2005                                      | 2010                                      | 2015                                      | 2005                     | 2010                     | 2015                     |
| ------------------ | ---------------------- | ----------------------------------------- | ----------------------------------------- | ----------------------------------------- | ------------------------ | ------------------------ | ------------------------ |
| AS Grünstadt (A 6) | AK Frankenthal         | 47.800                                    | 46.100                                    | 45.500                                    | 13,5 %                   | 15,3 %                   | 15,4 %                   |
| AK Frankenthal     | AS Frankenthal (A 6)   | 44.900                                    | 43.700                                    | 44.700                                    | 12,6 %                   | 12,1 %                   | 13,4 %                   |
| AS Worms (A 61)    | AK Frankenthal         | 52.200                                    | 50.700                                    | 48.600                                    | 19,4 %                   | 18,8 %                   | 19,9 %                   |
| AK Frankenthal     | AK Ludwigshafen (A 61) | 65.700                                    | 69.300                                    | 67.700                                    | 18,4 %                   | 19,6 %                   | 19,8 %                   |